# Tipula edwardsi
Tipula edwardsi är en tvåvingeart som beskrevs av Luigi Bellardi 1859. Tipula edwardsi ingår i släktet Tipula och familjen storharkrankar. Inga underarter finns listade i Catalogue of Life.